# إدموند فريمي
إدموند فريمي (بالفرنسية: Edmond Frémy)‏ هو عالم كيمياء فرنسي من القرن التاسع عشر ميلادي عاش في الفترة ما بين 28 شباط/فبراير 1814 إلى 3 شباط/فبراير 1894.

## حياته
ولد في فرساي ودخل مختبرات لوي جوزيف غي لوساك سنة 1831، وتوظف في المدرسة المتعددة التكنولوجية (إيكول بوليتكنيك) سنة 1834 وفي كوليج دو فرانس (كلية فرنسا) سنة 1837. خلف فريمي العالم المشهور غي لوساك في منصب رئاسة قسم الكيمياء في المتحف الوطني للتاريخ الطبيعي (فرنسا) Muséum national d'histoire naturelle، والذي أصبح مديراً له فيما بعد (1879–1891). توفي فريمي في باريس.

## أعماله
عرف إدموند فريمي بتخضيره لمركب نيتروزو ثنائي سلفونات البوتاسيوم لأول مرة والذي ينسب إليه باسم ملح فريمي، وهو من المؤكسدات القوية.
كما قام فريمي بالعديد من الأبحاث الأخرى على الأكاسيد العليا للعناصر تضمنت كل من الأوزميوم والرصاص والقصدير، بالإضافة إلى الأوزون.
حاول فريمي عزل عنصر الفلور من خلال التحليل الكهربائي لمصهور الفلوريداتـ وتمكن أثناء ذلك من تحضير حمض هيدروفلوريك اللامائي لأول مرة.
نشر إدموند فريمي أبحاثه في العديد من المنشورات العلمية بالفرنسية، كما عمل مع علماء آخرين على الموسوعة الكيميائية Encyclopédie Chimique الصادرة في عشرة مجلدات لفترة استغرقت أكثر من عشر سنوات.

## اقرأ أيضاً
- لوي جوزيف غي لوساك

## روابط خارجية
- إدموند فريمي على موقع الموسوعة البريطانية (الإنجليزية)
- إدموند فريمي على موقع إن إن دي بي (الإنجليزية)